# راشيل فينش
راشيل فينش (بالإنجليزية: Rachael Finch)‏ (ولد في 8 أبريل 1988) مضيف تلفزيونية راقصة، عارضة أزياء أسترالية، وحاملة لقب مسابقة ملكة جمال بعد حصولها على لقب ملكة جمال كون أستراليا ومثلت بلدها لتحتل المرتبة الثالثة في ملكة جمال الكون 2009.
بدأت مسيرة فينش في عرض الأزياء في عام 2004 عندما فازت بلقب نموذج كوينزلاند لهذا العام. في عام 2006، تزوجت فينش من شريكها السابق في برنامج الرقص مع النجوم مايكل ميزينر.

## روابط خارجية
- راشيل فينش على موقع IMDb (الإنجليزية)
- Official Website
- Official Blog
- ملف ملكة جمال أستراليا الكون 2009 الشخصي

| الجوائز و الإنجازات | الجوائز و الإنجازات                  | الجوائز و الإنجازات |
| ------------------- | ------------------------------------ | ------------------- |
| سبقه فيرا كراسوفا   | ملكة جمال الكون الوصيفة الثالثة 2009 | تبعه آنا بوسلافسكا  |
| سبقه لورا دوندوفيتش | ملكة جمال الكون أستراليا 2009        | تبعه جيسينتا كامبل  |